# Administración militar de Luxemburgo
La Administración militar de Luxemburgo fue una administración militar alemana en el Luxemburgo ocupado por los alemanes que existió desde el 11 de mayo de 1940 hasta el 29 de julio de 1940, cuando la administración militar fue reemplazada por el Área de administración civil de Luxemburgo.

## Historia
A principios del 10 de mayo de 1940, el diplomático alemán Von Radowitz entregó al secretario general del gobierno luxemburgués un memorando del gobierno alemán, declarando que Alemania no tenía intención de cambiar la integridad territorial o la independencia política del Gran Ducado. Al día siguiente, se estableció una administración militar para Luxemburgo. Los intereses luxemburgueses estaban representados por una comisión gubernamental dirigida por Albert Wehrer, que estaba formada por altos funcionarios y había sido legitimada por la Cámara de Diputados. Había una buena relación entre esta comisión y las autoridades militares, ya que el coronel Schumacher mostró una actitud abierta hacia los problemas del país y una voluntad de resolverlos en consulta con la comisión de gobierno.
El 13 de julio de 1940, se fundó la Volksdeutsche Bewegung (VdB) en la ciudad de Luxemburgo bajo la dirección de Damian Kratzenberg, profesor de alemán en el Athénée de Luxembourg. Su objetivo principal era empujar a la población hacia una posición amigable con los alemanes por medio de la propaganda, y fue esta organización la que utilizó la frase Heim ins Reich.
Varios diputados y funcionarios de alto rango opinaron que Luxemburgo podría conservar cierta autonomía bajo la administración militar, como había ocurrido en la Primera Guerra Mundial, y se intentó llegar a algún tipo de arreglo con Alemania. Sin embargo, las autoridades de Berlín pronto dejaron claro que el destino de Luxemburgo sería muy diferente esta vez. Los nazis consideraban al pueblo luxemburgués como un grupo étnico germánico más y al Gran Ducado un territorio alemán. Las autoridades militares tuvieron que abandonar Luxemburgo antes del 31 de julio de 1940, para ser reemplazadas por una administración civil de Gustav Simon.